# Białe Skały (Karkonosze)
Białe Skały (niem. Die weissen Steine) – grupa amfibolitowych skałek we wschodniej części Karkonoszy, w północno-wschodniej części Grzbietu Lasockiego, na grzbiecie Bielca.
Jest to duże zgrupowanie skałek, składające się z wielu amfibolitowych i gnejsowych ostańców, rozrzuconych na przestrzeni około 500 m i o wysokości dochodzącej do kilku metrów. Skałki położone są na wysokości około 919 m n.p.m.
Skałki znajdują się w lesie i nie wszystkie są dobrze widoczne.